# Aglenchus machadoi
Aglenchus machadoi is een rondwormensoort uit de familie van de Psilenchidae. De wetenschappelijke naam van de soort is voor het eerst geldig gepubliceerd in 1963 door Andrássy.